# Dream Police
Dream Police è il quarto album in studio della rock band Cheap Trick, pubblicato nel 1979 e ripubblicato nel 2006 con l'aggiunta di 5 bonus track.
Nel 2008 entra a far parte della tracklist di Guitar Hero: Aerosmith, aprendone la modalità principale (Carriera).

## Tracce
1. Dream Police – 3:49 —  (Rick Nielsen)
2. Way of the World – 3:39 —  (Robin Zander, Rick Nielsen)
3. The House Is Rockin' (With Domestic Problems) – 5:12 —  (Tom Petersson, Rick Nielsen)
4. Gonna Raise Hell – 9:20 —  (Rick Nielsen)
5. I'll Be with You Tonight – 3:52 —  (Rick Nielsen, Bun E. Carlos, Tom Petersson, Robin Zander)
6. Voices – 4:22 —  (Rick Nielsen)
7. Writing on the Wall – 3:26 —  (Rick Nielsen)
8. I Know What I Want – 4:29 —  (Rick Nielsen)
9. Need Your Love – 7:39 —  (Rick Nielsen, Tom Petersson)

## Bonus track
Nel 2006 furono aggiunte all'album nuove tracce, soprattutto dal vivo, più una diversa versione della title track e la cover di Magical Mistery Tour dei Beatles.
1. The House Is Rockin' (With Domestic Problems) (live) — 6:16 —  (Tom Petersson, Rick Nielsen)
2. Way of the World (live) — 3:59 —  (Robin Zander, Rick Nielsen)
3. Dream Police — 3:52 —  (Rick Nielsen)
4. I Know What I Want (live) — 4:43 —  (Rick Nielsen)
5. Magical Mystery Tour — 4:10

## Singoli (Lato A/Lato B)
- (1979) Dream Police/Heaven Tonight
- (1979) Voices/Surrender (Live)
- (1980) Way Of The World/Oh Candy

## Formazione
- Robin Zander - voce, chitarra ritmica
- Rick Nielsen - chitarre, Mandocello
- Bun E. Carlos - batteria
- Tom Petersson - basso

## Altre Partecipazioni
- Jai Winding - Pianoforte e Organo